# Boisleux-Saint-Marc
Boisleux-Saint-Marc – miejscowość i gmina we Francji, w regionie Hauts-de-France, w departamencie Pas-de-Calais.
Według danych na rok 1990 gminę zamieszkiwały 164 osoby, a gęstość zaludnienia wynosiła 49 osób/km² (wśród 1549 gmin regionu Nord-Pas-de-Calais Boisleux-Saint-Marc plasuje się na 1045. miejscu pod względem liczby ludności, natomiast pod względem powierzchni na miejscu 815.).